# Bloksbjerg (Flensborg)
Bloksbjerg (dansk) eller Blocksberg (tysk) er et område ved Kavslund i det nordøstlige Flensborg tæt ved landsbyen Ves-Himmershøj.
Bloksbjerg blev første gang nævnt i 1717. Her fandtes et enkelt husmandssted. Stednavnets oprindelse er dog uafklaret. Det kan sættes i forbindelse med heksebrændingerne i 1500- og 1600-tallet, hvor Bloksbjerg blev til synonym for heksenes samlingssteder. I 1620 blev her den sidste formodede heks brændt.
Området var en del af Fuglsang-området, som tilhørte Sankt Jørgens hospital. I 1910 blev Bloksbjerg (som del af Tved kommune) indlemmet i Flensborg.